# Bladel
Bladel (anhörenⓘ) ist eine Gemeinde in den Kempen in der niederländischen Provinz Noord-Brabant.

## Ortsteile und Siedlungsgebiete
Bladel, Casteren, Dalem, Hapert, Hoogeloon und Netersel.

## Geschichte
In der Vergangenheit waren die Dörfer in der Umgebung von Bladel noch isoliert. Erst die Bahnverbindung Eindhoven – Reusel sorgte ab dem Jahr 1897 dafür, dass die Abgeschiedenheit der Gegend ein Ende hatte und sich auch hier Industriefirmen ansiedelten. Vor allem die Zigarrenindustrie siedelte sich hier an. Es entstanden viele kleine Fabriken, von denen einige im Verlauf der Jahrzehnte auch wieder geschlossen wurden.
1959 wurde Bladel als Entwicklungsschwerpunkt ausgewiesen. Dadurch war genügend Geld vorhanden, um neue Firmen anzulocken.
Alle Orte, die die jetzige Gemeinde Bladel bilden, haben ihre eigenen historischen Merkmale. Bladel wird seit 1280 in dieser Form geschrieben, vorher wurde es als Pladella, Bladella und auch Bladele aufgeschrieben. Die älteste Namenserwähnung stammt aus dem Jahr 922.
Hapert wird 710 unter dem Namen Heopardum zum ersten Mal erwähnt.
In Hoogeloon steht ein aus dem Mittelalter (ca. 1400) stammender Turm, in dem sich eine Glocke aus dem Jahr 1435 befindet. Es wurden im Ort bei Ausgrabungen 1827 auch Überbleibsel aus der Römerzeit gefunden. Die Endung -loon deutet auf germanisch Lauhun, das Hügel bedeutet hat.
Casteren, auch Kerk-Casteren und Castelre genannt, ist von lateinisch Castra abgeleitet. Hier wurden auch Gegenstände aus der Römerzeit gefunden.
1219 wurde Netersel erwähnt, aber später hieß der Ort auch noch Nederseel und Nethershem.

## Politik
Die Lokalpolitiker von Bladel Transparant behielten bei der Kommunalwahl am 16. März 2022 mit einem Stimmanteil von mehr als einem Drittel die Oberhand. In der Legislaturperiode von 2018 bis 2022 bildete die CDA mit Bladel Transparant und der Vrije Hapertse Partij eine Koalition.

### Gemeinderat
Der Gemeinderat wird seit der Gründung von Bladel folgendermaßen gebildet:
| Partei                | Sitze | Sitze | Sitze | Sitze | Sitze | Sitze | Sitze | Sitze |
| Partei                | 1996  | 1999  | 2002  | 2006  | 2010  | 2014  | 2018  | 2022  |
| --------------------- | ----- | ----- | ----- | ----- | ----- | ----- | ----- | ----- |
| Bladel Transparant    | –     | –     | –     | 3     | 3     | 3     | 5     | 8     |
| CDA                   | 5     | 4     | 4     | 4     | 4     | 4     | 5     | 4     |
| Vrije Hapertse Partij | 3     | 4     | 3     | 2     | 3     | 4     | 4     | 4     |
| PRO5 a                | –     | –     | –     | –     | –     | 4     | 3     | 2     |
| VVD                   | 1     | 2     | 2     | 2     | 2     | 2     | 1     | 1     |
| D66                   | 0     | –     | –     | –     | –     | –     | 1     | 0     |
| Bladels Belang        | –     | –     | –     | –     | –     | –     | 0     | –     |
| TrefZeker Hapert      | –     | –     | –     | –     | –     | –     | 0     | –     |
| PvdA a                | 3     | 2     | 3     | 3     | 2     | –     | –     | –     |
| GroenLinks a          | –     | –     | 1     | 1     | 2     | –     | –     | –     |
| Algemeen Belang       | 3     | 3     | 2     | 1     | 1     | –     | –     | –     |
| Fraktie Hoogeloon     | 2     | 2     | 2     | 1     | –     | –     | –     | –     |
| Gesamt                | 17    | 17    | 17    | 17    | 17    | 17    | 19    | 19    |

Anmerkungen

### Kollegium von Bürgermeister und Beigeordneten
Zum 10. Oktober 2023 übernahm Maurits van den Bosch (CDA) das Amt des Bürgermeisters und löste damit seinen kommissarischen Vorgänger, Willibrord van Beek (VVD), ab. Folgende Personen gehören zum College van burgemeester en wethouders der Gemeinde Bladel:
Bürgermeister
- Maurits van den Bosch (CDA; Amtsantritt: 10. Oktober 2023)[1]

Beigeordnete
- Wim van der Linden (Vrije Hapertse Partij)
- Fons d’Haens (CDA)
- Davy Jansen (Bladel Transparant)

Gemeindesekretär
- Ed Mol

## Sport
In den Jahren 2002 und 2003 fand rund um Bladel der Grand Prix Erik Breukink statt, ein Etappenrennen für Profi-Radrennfahrer.

## Töchter und Söhne der Gemeinde
- Alain van Katwijk (* 1979), Radrennfahrer
- Aniek van Alphen (* 1999), Radrennfahrerin

## Bilder

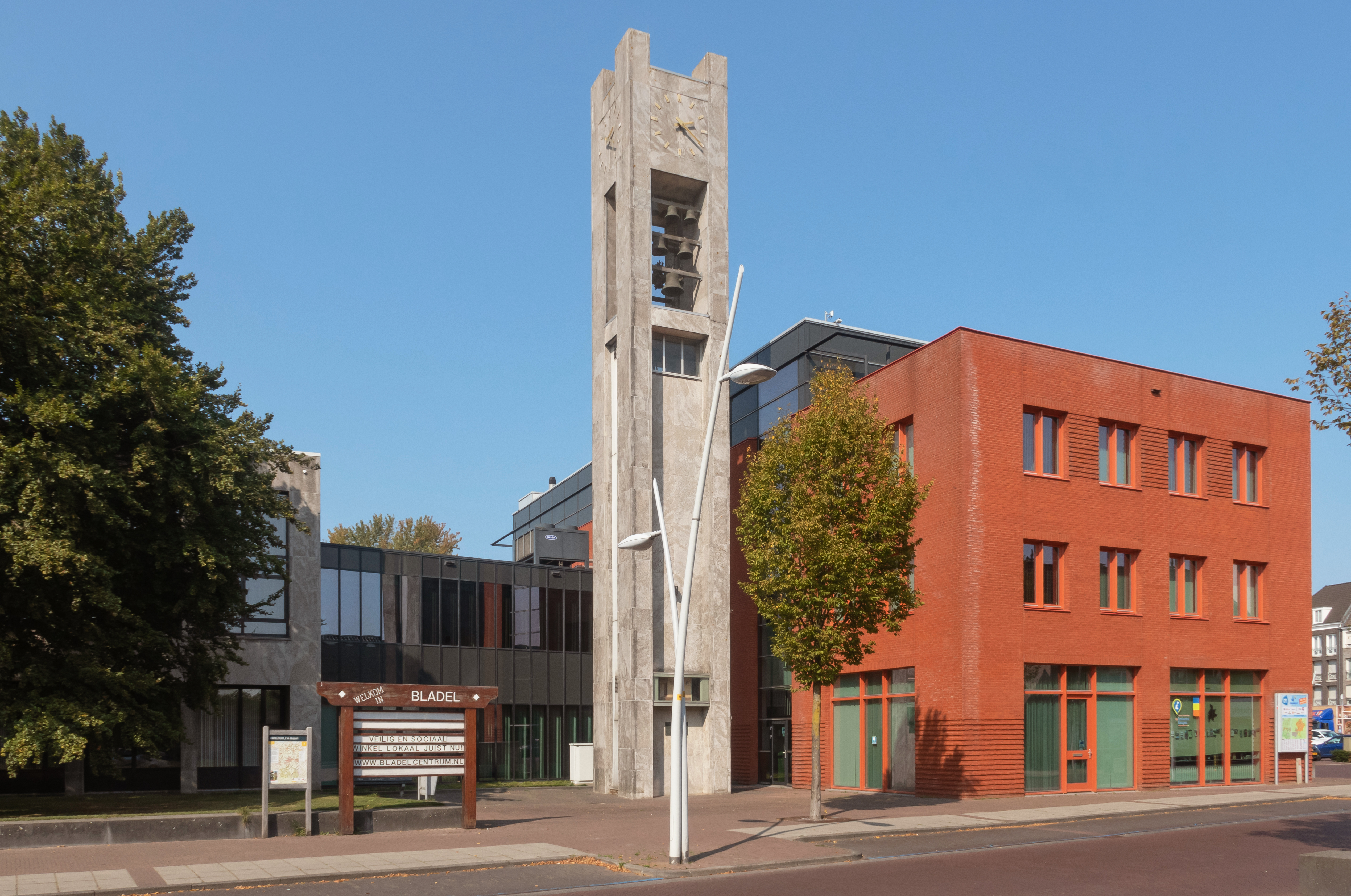
Bladel, Rathaus
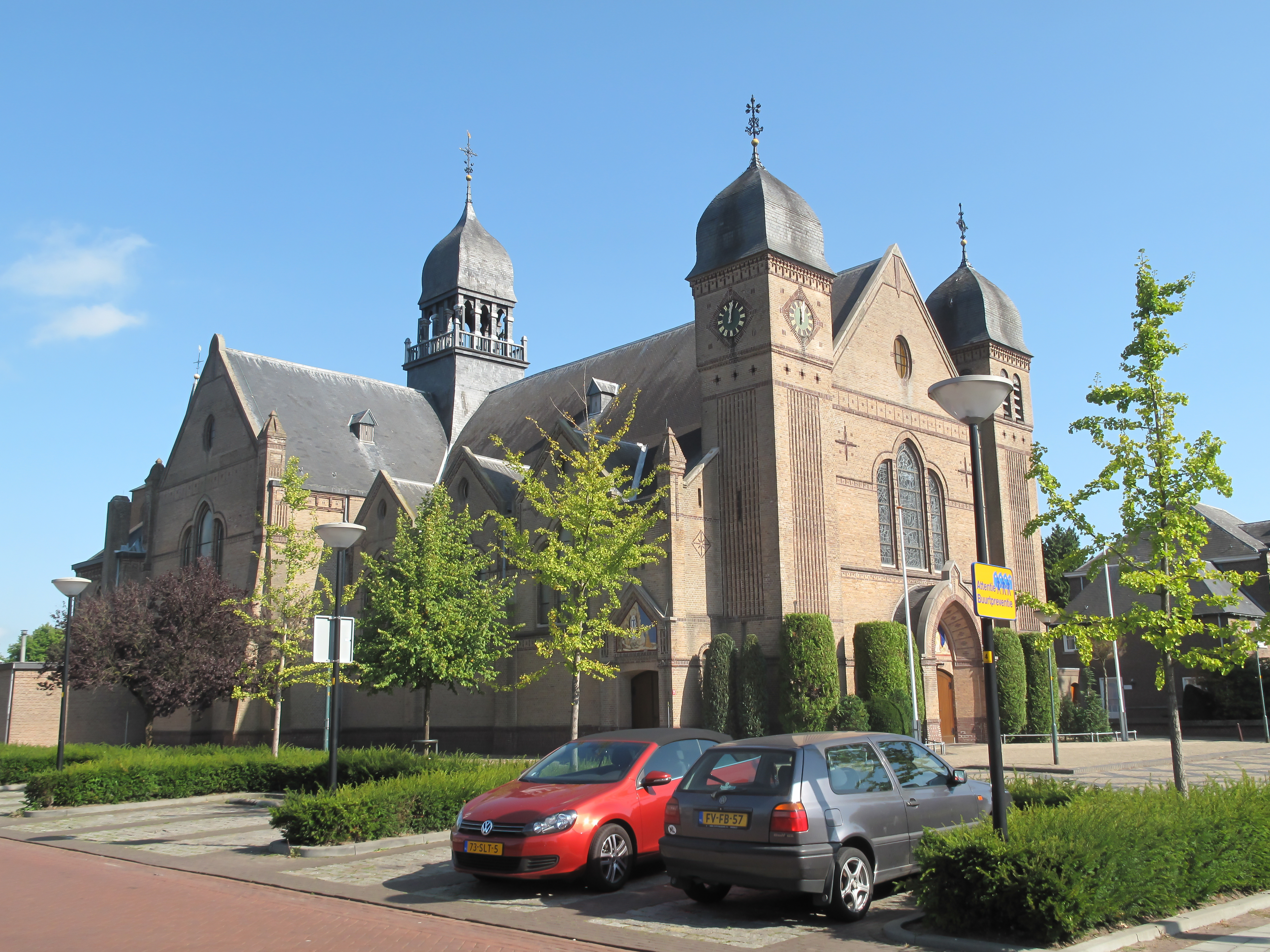
Bladel, Kirche: de Sint Petrus Bandenkerk
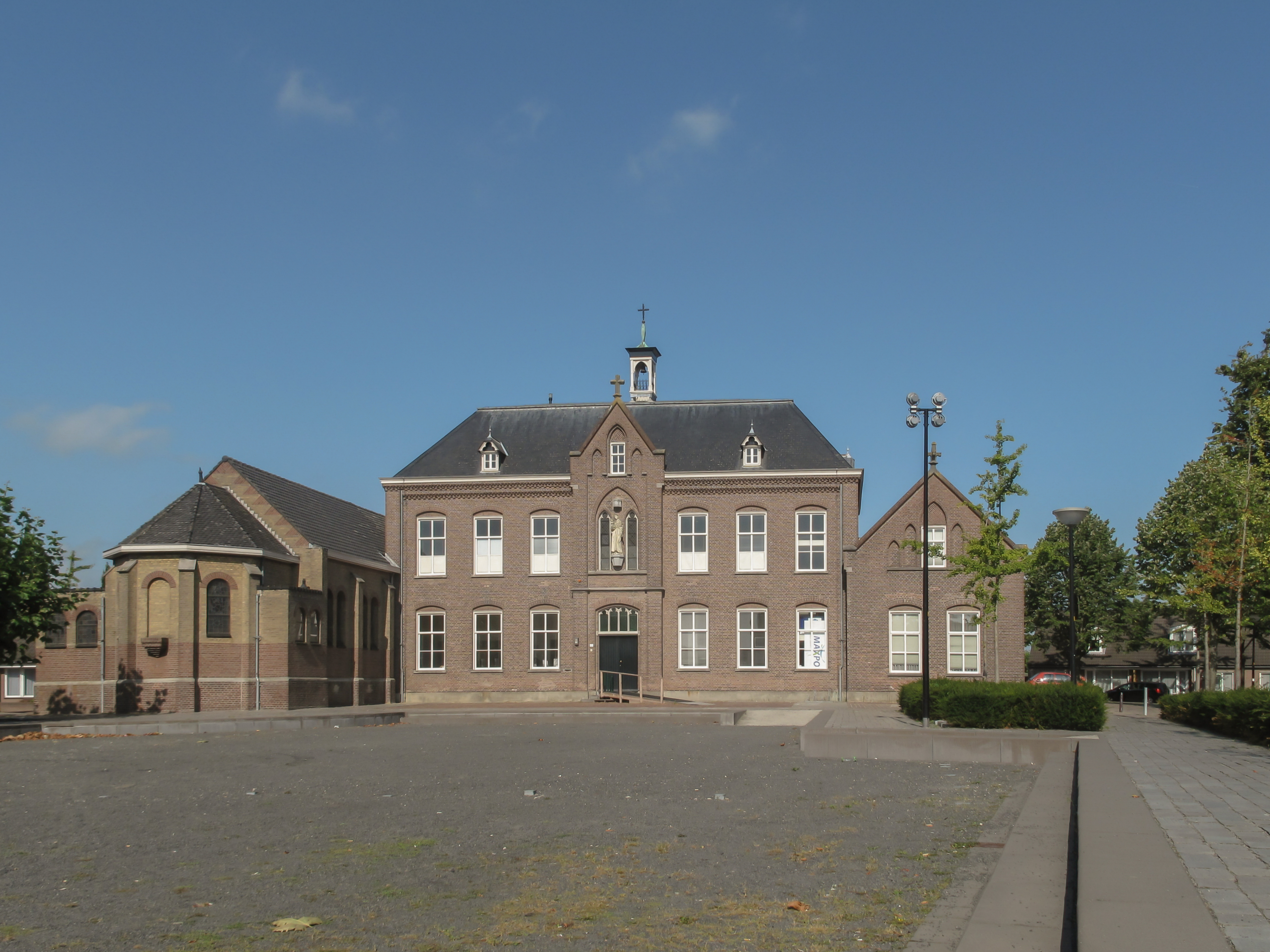
Bladel, Gebäude am Friedhof
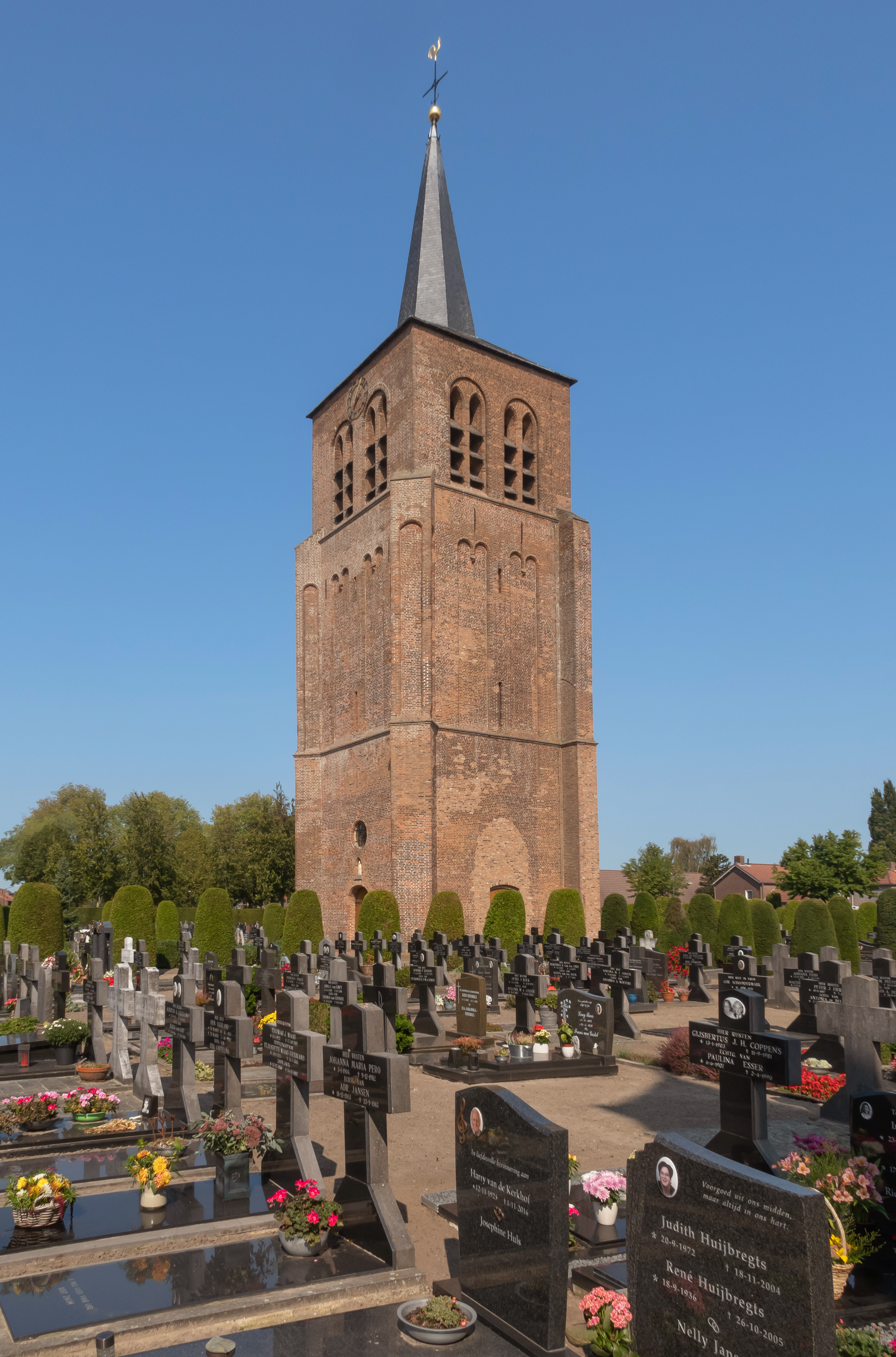
Bladel, Turm am Friedhof
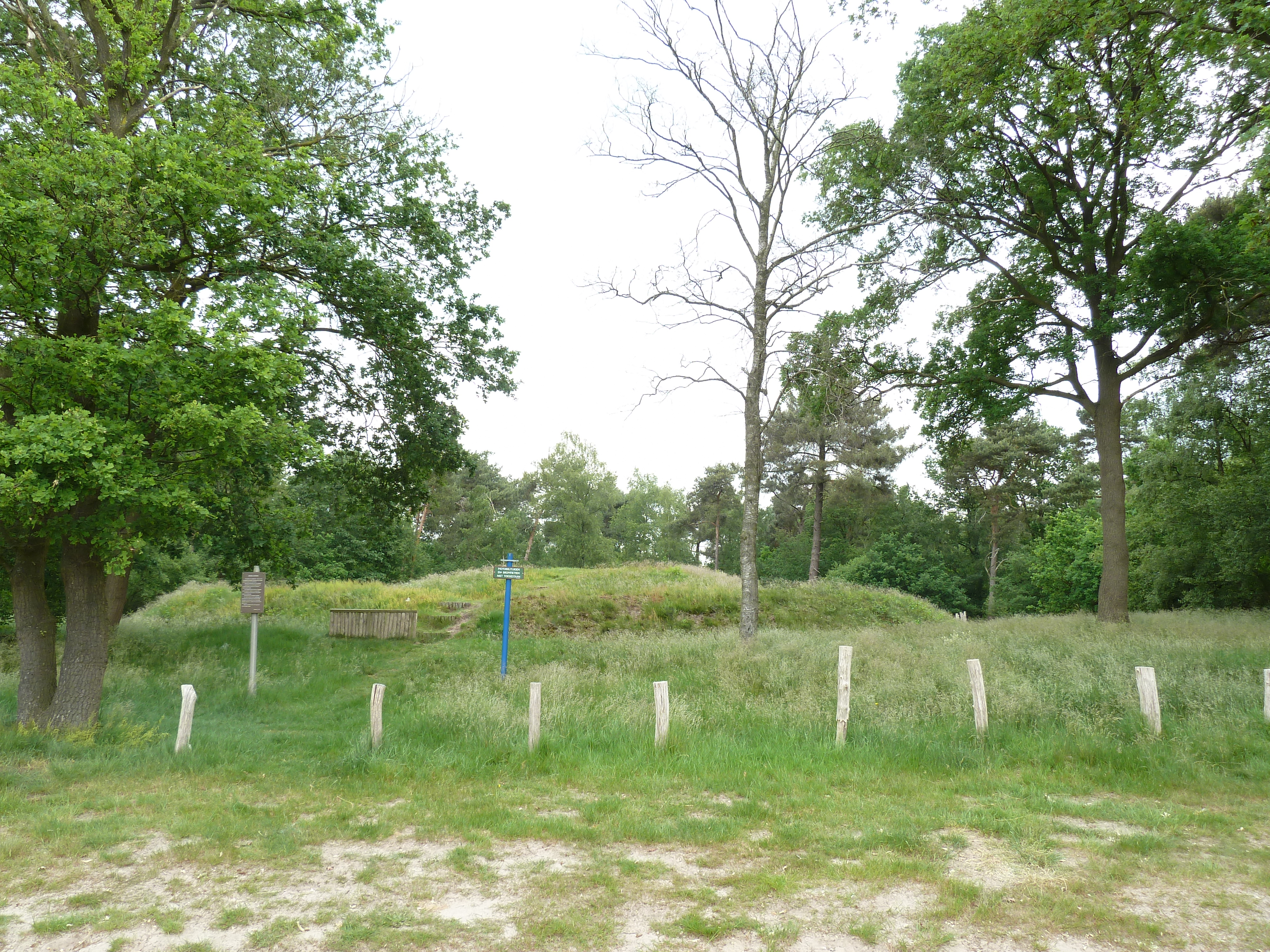
Zwarte Berg von Hoogeloon